# الیزابت ورتزل
الیزابت ورتزل (انگلیسی: Elizabeth Lee Wurtzel; زاده ۳۱ ژوئیهٔ ۱۹۶۷ – درگذشته ۷ ژانویهٔ ۲۰۲۰) پدیدآور، روزنامه‌نگار، وکیل اهل ایالات متحده آمریکا بود. او در سن ۲۷ سالگی به دلیل انتشار کتاب خاطراتش ملت پروزاک شناخته شد. او لیسانس (بی‌ای) ادبیات تطبیقیخود را از کالج هاروارد و دکترای حرفه‌ای (جی‌دی) رشتهٔ حقوق خود را از مدرسه حقوق ییل دریافت کرد.

## زندگی
الیزابت در خانواده‌ای یهودی در نیویورک بزرگ شد. والدینش، لین وینترز و دونالد ورتزل، هنگامی که او جوان طلاق گرفتند. مادرش مشاور رسانه‌ای است.

## کتاب
الیزابت ورتزل زمانی که ۲۷ سال داشت کتاب خاطرات خود را با عنوان ملت پروزاک منتشر کرد. در سال ۲۰۰۱ فیلمی با همین عنوان و بر اساس داستان همین کتاب منتشر شد.

جلد کتاب ملت پروزاک